# Bielefeld Hauptbahnhof
Bielefeld Hauptbahnhof – główny dworzec kolejowy w Bielefeld, w kraju związkowym Nadrenia Północna-Westfalia, w Niemczech.

## Położenie
Dworzec główny w Bielefeldzie leży w północno-zachodniej części śródmieścia. Dworzec ten jest przesiadkowy z południowo-wschodniej do północno-wschodniej części Niemiec na Linii Hamm – Minden.